# Wanga maskowa
Wanga maskowa (Calicalicus rufocarpalis) – gatunek małego ptaka z rodziny wangowatych (Vangidae). Występuje endemicznie w południowo-zachodniej części Madagaskaru.
Systematyka
Wanga maskowa została odkryta i naukowo opisana w 1997 r. na podstawie skór dwóch samic zebranych w 1948 r. Jest to gatunek monotypowy.
Morfologia
Długość ciała: 14–15 cm; masa ciała: 15–17,4 g. Występuje wyraźny dymorfizm płciowy w upierzeniu. Samiec ma czarny śliniak i kantarek, białe policzki, czoło i brew, szary wierzch i tył głowy oraz grzbiet. Jasne ceglastoczerwone barkówki i pokrywy skrzydeł, ciemnoszare skrzydła, ciemnobrązowy ogon. Biały spód ciała z kasztanowymi plamkami po bokach piersi. Samice piaskowo-brązowe na grzbiecie i głowie, z jaśniejszą obrączką oczną i czołem oraz różowawą piersią. Obie płcie mają jasnoróżowe nogi i stopy, bladożółte tęczówki i czarniawy dziób.
Ekologia i zachowanie
Występuje w gęstych zaroślach wilczomleczy (Euphorbia). Żeruje w krzewach o wysokości 2–3 m, zjadając małe owady, które głównie zbiera z liści i gałęzi. Często występuje w grupach rodzinnych. Może być trudna do znalezienia, gdy się nie odzywa.
Status
IUCN nieprzerwanie od 2000 roku uznaje wangę maskową za gatunek narażony (VU, Vulnerable) ze względu na niewielką liczebność populacji oraz utratę i degradację swojego naturalnego środowiska. Spora część jego siedlisk nadal jest jednak nienaruszona przez człowieka, ponieważ gleba jest tam nieodpowiednia dla rolnictwa, a obszar jest zamieszkany głównie przez rybaków i pasterzy kóz. Liczebność populacji tego gatunku szacuje się na około 250–999 dorosłych osobników, a jej trend uznawany jest za stabilny.